# Пост-Фоллс (Айдахо)
Пост-Фоллс — місто в окрузі Кутенай, штат Айдахо, США. Згідно з переписом 2010 року населення становило 27 574 особи, що на 10327 осіб більше, ніж 2000 року. 

## Історія
Пост-Фолс названий на честь Фредеріка Поста, німецького емігранта, який 1871 року побудував лісопильний завод на річці Спокен. На гранітній скелі в парку «Скеля договору» зберігся пам'ятник з піктограмою про купівлю цих земель.

## Географія
Пост-Фоллс розташований за координатами 47°43′13″ пн. ш. 116°56′20″ зх. д. / 47.72028° пн. ш. 116.93889° зх. д. (47.720184, -116.938803).  За даними Бюро перепису населення США в 2010 році місто мало площу 36,55 км², з яких 36,45 км² — суходіл та 0,10 км² — водойми. Розташований за 6 км на схід від міста Вашингтон (Округ Кутенай) і за 32 км на схід від міста Спокан, штат Вашингтон та приблизно за 160 км на південь від кордону Канади та США. На Північному заході Пост-Фолс межує зі штатом Вашингтон.

### Клімат
Пост-Фоллс має сприятливі погодні умови — теплу погоду влітку та прохолодну взимку. Середня кількість сонячного світла взимку становить 30%; в липні та серпні температура повітря тримається на позначці в 26° С градусів. У ці не спекотні дні мешканці Пост-Фолс люблять грати у гольф та ходити на риболовлю. Середньорічна відносна вологість 46%, середня кількість дощів становить 29%.
| Клімат : Пост-Фоллс     | Клімат : Пост-Фоллс | Клімат : Пост-Фоллс | Клімат : Пост-Фоллс | Клімат : Пост-Фоллс | Клімат : Пост-Фоллс | Клімат : Пост-Фоллс | Клімат : Пост-Фоллс | Клімат : Пост-Фоллс | Клімат : Пост-Фоллс | Клімат : Пост-Фоллс | Клімат : Пост-Фоллс | Клімат : Пост-Фоллс | Клімат : Пост-Фоллс |
| Показник                | Січ.                | Лют.                | Бер.                | Квіт.               | Трав.               | Черв.               | Лип.                | Серп.               | Вер.                | Жовт.               | Лист.               | Груд.               | Рік                 |
| Абсолютний максимум, °C | 15,6                | 16,7                | 22,8                | 34,4                | 36,7                | 38,9                | 42,2                | 42,8                | 38,9                | 30,6                | 21,7                | 15,6                | 42,8                |
| Середній максимум, °C   | 2,2                 | 4,4                 | 9,4                 | 13,3                | 18,3                | 22,2                | 27,8                | 27,8                | 22,8                | 14,4                | 6,7                 | 1,1                 | 14,4                |
| Середній мінімум, °C    | −3,3                | −2,8                | −0,6                | 2,8                 | 6,7                 | 10,6                | 13,3                | 13,3                | 8,9                 | 3,3                 | 0,0                 | −3,9                | 3,9                 |
| Абсолютний мінімум, °C  | −34,4               | −33,9               | −25                 | −15                 | −6,1                | −2,2                | 2,2                 | 0,0                 | −8,3                | −16,7               | −25                 | −32,2               | −34,4               |
| Норма опадів, мм        | 81                  | 56                  | 59                  | 48                  | 55                  | 50                  | 24                  | 22                  | 26                  | 50                  | 94                  | 89                  | 654                 |
| ----------------------- | ------------------- | ------------------- | ------------------- | ------------------- | ------------------- | ------------------- | ------------------- | ------------------- | ------------------- | ------------------- | ------------------- | ------------------- | ------------------- |
| Джерело:                |                     |                     |                     |                     |                     |                     |                     |                     |                     |                     |                     |                     |                     |

## Демографія

### Перепис 2010 року
Згідно з переписом 2010 року, у місті проживало 27 574 осіб у 10 263 домогосподарствах у складі 7 396 родин. Густота населення становила 756,7 ос./км². Було 11 150 помешкань, середня густота яких становила 306,0/км². Расовий склад міста: 94,0% білих, 0,4% афроамериканців, 0,9% індіанців, 0,7% азіатів, 0,1% тихоокеанських остров'ян, 1,0% інших рас, а також 2,8% людей, які зараховують себе до двох або більше рас. Іспанці та латиноамериканці незалежно від раси становили 4,6% населення.
У місті нараховувалося 10 263 домогосподарств, 40,2% мали дітей віком до 18 років, які жили з батьками; 53,7% були подружжями, які жили разом; 12,7% мали господиню без чоловіка; 5,7% мали господаря без дружини і 27,9% не були родинами. 21,9% домогосподарств складалися з однієї особи, у тому числі 7,9% віком 65 і більше років. У середньому на домогосподарство припадало 2,68 мешканця, а середній розмір родини становив 3,10.
Середній вік жителів міста становив 33 року. Із них 29% були віком до 18 років; 8,7% — від 18 до 24; 28,6% від 25 до 44; 22,4% від 45 до 64 і 11,3% — 65 років або старші. Статевий склад населення: 48,8% — чоловіки і 51,2% — жінки.
Середній дохід на одне домашнє господарство  становив 60 262 долари США (медіана — 49 045), а середній дохід на одну сім'ю — 68 133 долари (медіана — 57 114). Медіана доходів становила 38 894 долари для чоловіків та 35 503 долари для жінок. За межею бідності перебувало 13,2 % осіб, у тому числі 16,4 % дітей у віці до 18 років та 16,7 % осіб у віці 65 років та старших.
Цивільне працевлаштоване населення становило 13 849 осіб. Основні галузі зайнятості: освіта, охорона здоров'я та соціальна допомога — 20,5 %, роздрібна торгівля — 13,1 %, науковці, спеціалісти, менеджери — 10,6 %, мистецтво, розваги та відпочинок — 9,3 %.

### Перепис 2000 року
За даними перепису населення 2000 року в Пост-Фолсі проживає 17 247 осіб, 4668 сімей.Густота населення становить 1,786 чол \\ міль² (689.3 чол/км).
Расовий склад міста: 96,13% білих, 0,18% афроамериканців, 0,87% корінних американців, 0,56% азіатів, 0,06% жителів тихоокеанських островів, 0,60% інших рас.
У місті було 4668 сімей, з яких 40,2% мали дітей віком до 18 років, які проживають з ними, 58,7% населення були одруженими парами, 10,1% були не одружені, а 26,7% населення зовсім не мали родини.
У місті переважало молоде населення: 30,6% від усього населення міста віком до 18 років, 8,9% особи від 18 до 24 років, 30,1% від 25 до 44 років, 18,9% від 45 до 64 років, і 9,8% у віці 65 років та старше. Середній вік по місту склав 31 рік. На кожні 100 жінок припадає 95,8 чоловіків.
Середній дохід на домашнє господарство в місті склав 39 061 долар США, а середній дохід на сім'ю становив 42 758 доларів США. Чоловіки мають середній дохід від 32 284 доларів США, а жінки 22 798 доларів США. Дохід на душу населення в місті склав 18 692 долара США.

## Економіка
Пост-Фолс розташоване поблизу численних озер, річок, гір і через це є привабливим місцем для життя. Цей факт відбитий в туристичному секторі економіки міста. У місті збільшується число магазинів, ресторанів та розважальних центрів. Окрім того, Пост-Фоллс став улюбленим місцем для пенсіонерів через велику кількості санаторіїв та курортів.
Основною галуззю округу Кутенай є сільське господарство. Останнім часом в Пост-Фоллсі виробляються меблі компанії FlexCel Inc, найбільшого виробника меблів на північному заході США, який переїхав до Айдахо майже п'ятнадцять років тому і налічує близько 350 тисяч співробітників. Окрім того, Wal-Mart відкрив свій магазин в січні 2002 року.
2004 року було завершено будівництво приватної хірургічної лікарні. Окрім того, у західній частині міста була побудована водонапірна башта. Значний розвиток економіки у Пост-Фоллсі відбувся 2009 року, коли відбулося відкриття ALK Source Materials/Biopol, данської фармацевтичної компанії.